# Башта BMW
Башта BMW (нім. BMW-Vierzylinder) — хмарочос в Мюнхені, Німеччина. Штаб-квартира компанії BMW. Висота 22-поверхового будинку становить 101 метр. Будівництво було розпочато в 1968, завершення приурочене до Літніх Олімпійських ігор 1972 року, що проходили в Мюнхені. Офіційне відкриття будинку відбулося в травні 1973 року. Архітектор — Карло Шванцер.
Башта складається з чотирьох вертикальних циліндрів, об'єднаних між собою. Кожен циліндр в центрі розділений горизонтально по всьому периметру фасаду. Вежа має діаметр 52,30 метри. Циліндри не стоять на землі, вони підвішені до центральної частини вежі. Під час будівництва поверхи збиралися на землі, а вже потім піднімалися на гору.